# Павловское (Константиновское сельское поселение)
В Тутаевском районе есть еще одна деревня Павловское, в Левобережном сельском поселении.
Павловское — деревня Фоминского сельского округа Константиновского сельского поселения Тутаевского района Ярославской области .
Деревня находится на юго-востоке сельского поселения, к юго-востоку от Тутаева и посёлка Константиновский. Она стоит посреди поля на расстоянии около 500 м к юго-западу от федеральной трассы Р151 Ярославль—Тутаев. В непосредственной близости, к востоку от Павловского стоят деревни Дорожаево и Щетино. К северу от Павловского, на другой стороне федеральной трассы стоит деревня Белавино. К востоку от этих деревень начинается Ярославский район .
Деревня Павловская указана на плане Генерального межевания Борисоглебского уезда 1792 года. В 1825 Борисоглебский уезд был объединён с Романовским уездом. По сведениям 1859 года деревня относилась к Романово-Борисоглебскому уезду .
```
На 1 января 2007 года в деревне Павловское числилось 53 постоянных жителя 
[
4
]
. По карте 1975 г. в деревне жило 24 человека. Почтовое отделение, находящееся в посёлке 
Микляиха
, обслуживает в деревне 17 владений 
[
5
]
.
```